# Lista över svamparter
Lista över svampar, en lista över svamparter. Då svampriket består av 100 000 beskrivna arter ger denna lista ingalunda anspråk på att vara heltäckande. I första hand listas basidiesvampar och de sporsäcksvampar som bildar fruktkroppar. 
A B C D E F G H
I J K L M N O P
R S T U V Z Ä Ö

## Svenska trivialnamn

### A
- Alflugsvamp (Amanita friabilis)
- Alpluggskivling (Paxillus filamentosus)
- Alsopp (Gyrodon lividus)
- Alticka (Inonotus radiatus)
- Ametistskivling (Laccaria amethystina)
- Anisspindelskivling (Cortinarius odorifer)
- Aprikosspindling (Cortinarii armeniacus)
- Aspskål (Encoelia fascicularis)
- Aspsopp (Leccinum rufum)
- Avenboksriska (Lactarius circellatus)
- Azurkremla (Russula azurea)

### B
- Barkhätta (Mycena meliigena)
- Barrbroskskivling (Micromphale perforans)
- Besk sågnagelskivling (Collybia fodiens)
- Besk trattskivling (Clitocybe amarescens)
- Besk vaxskivling (Hygrophorus erubescens)
- Biskopsmössa (Gyromitra infula)
- Bitter riddarmusseron (Tricholoma aestuans)
- Bittersopp (Boletus calopus)
- Bitterticka (Oligoporus stipticus)
- Björkmussling (Lenzites betulina)
- Björksopp (Leccinum scabrum)
- Björkticka (Piptoporus betulinus)
- Blek borstticka (Coriolopsis trogii)
- Blek blåticka (Oligoporus subcaesius)
- Blek bårdspindling (Cortinarius balteatoalbus)
- Blek fingersvamp (Ramaria pallida)
- Blek giftkremla (Russula betularum)
- Blek grönskål (Chlorociboria aeruginosum)
- Blek klibbflamskivling (Pholiota mixta)
- Blek mössmurkling (Cudonia confusa)
- Blek nagelskivling (Collybia dryophila)
- Blek ostronmussling (Pleurotus pulmonarius)
- Blek puderskivling (Cystolepiota seminuda)
- Blek rynkhätta (Mycena niveipes)
- Blek rotskål (Sowerbyella radiculata)
- Blek skäggriska (Lactarius pubescens)
- Blek sommartrattskivling (Clitocybe catinus)
- Blek stenmurkla (Discina gigas)
- Blek taggsvamp (Hydnum repandum)
- Blek toffelskräling (Tubaria conspersa)
- Blekblå spindling (Cortinarius betulinus)
- Blekfotad spindling (Cortinarius dilutus)
- Bleknopping (Entoloma sericellum)
- Blekriska (Lactarius pallidus)
- Blekröd trattskivling (Clitocybe diatreta)
- Blekskivig spindling (Cortinarius ochrophyllus)
- Bleksopp (Boletus impolitus)
- Blekviolett spindling (Cortinarius alboviolaceus)
- Blodchampinjon (Agaricus langei)
- Blodhätta (Mycena haematopus)
- Blodkremla (Russula sanguinea)
- Blodsopp (Boletus erythropus)
- Blodspindling (Cortinarius sanguineus)
- Blomkålssvamp (Sparassis crispa)
- Blyvit trattskivling (Clitocybe cerussata)
- Blå lökspindling (Cortinarius caerulescens)
- Blå taggsvamp (Hydnellum caeruleum)
- Blågrön kragskivling (Stropharia caerulea)
- Blåmusseron (Lepista nuda)
- Blånande fingersvamp (Ramaria abietina)
- Blåsticka (Oligoporus folliculocystidiatus)
- Blåticka (Oligoporus caesius)
- Blåtrådshätta (Mycena cyanorrhiza)
- Bläckfisksvamp (Anthurus archeri)
- Blödskinn (Stereum sanguinolentum)
- Bockspindling (Cortinarius traganus)
- Bokhätta (Mycena fagetorum)
- Bokkremla (Russula mairei)
- Boklövshätta (Mycena capillaris)
- Bokmusseron (Tricholoma ustale)
- Bokrödgömming (Nectria coccinea)
- Bolmörtsskivling (Entoloma sinuatum)
- Bombmurkla (Sarcosoma globosum)
- Borstticka (Trametes hirsuta)
- Brandmusseron (Tricholoma aurantium)
- Brandriska (Lactarius mitissimus/L. aurantiacus)
- Brokkremla (Russula cyanoxantha)
- Brokspindling (Cortinarius bolaris)
- Bronssopp (Boletus appendiculatus)
- Broskboll (Tremella encephala)
- Broskfingersvamp (Clavulinopsis microspora)
- Brosknagelskivling (Gymnopus confluens)
- Brosktuvskivling (Lyophyllum loricatum)
- Broskvaxskivling (Hygrocybe laeta)
- Brun borstticka (Coriolopsis gallica)
- Brun flugsvamp (Amanita regalis)
- Brun kamskivling (Amanita fulva)
- Brun klibbskivling (Limacella glioderma)
- Brun kvistskål (Rutstroémia firma)
- Bruneggad hätta (Mycena olivaceomarginata)
- Brunfläckig riska (Lactarius blennius)
- Brunkremla (Russula mustelina)
- Brunskål (Peziza badia)
- Brunsopp (Boletus badius)
- Bräkenhätta (Mycena pterigena)
- Brännagelskivling (Collybia peronata)
- Brödticka (Albatrellus confluens)
- Brödtaggsvamp (Sarcodon versipellis)
- Buktriska (Lactarius flexuosus)
- Busksvamp (Thelephora palmata)
- Bårdspindling (Cortinarius balteatus)

### C
- Champinjonfjällskivling (Leucoagaricus cretaceus)
- Cinnobergömming (Nectria cinnabarina)
- Cinnoberröd grynskivling (Cystoderma terrei)
- Cinnoberspindling (Cortinarius cinnabarinus)
- Cinnoberticka (Pycnoporus cinnabarinus)
- Citronkremla (Russula raoultii)
- Citronporing (Antrodiella citrinella)
- Citronslemskivling (Gomphidius glutinosus)
- Citronskål (Bisporella citrina)
- Citronspindling (Cortinarius citrinus)
- Citronticka (Antrodia xantha)

### D
- Daggskinn (Columnocystis abietina)
- Dallergröppa (Phlebia tremellosa)
- Dallerskål (Ascotremella faginea)
- Diskfränskivling (Hebeloma mesophaeum)
- Diskvaxing (Hygrophorus discoideus)
- Djävulssopp (Boletus satanas)
- Doftfjällskivling (Lepiota ochraceofulva)
- Doftmussling (Lentinellus suavissimus)
- Doftriska (Lactarius glyciosmus)
- Doftskinn (Cystostereum murraii)
- Dofttaggsvamp (Hydnellum suaveolens)
- Dofttrattskivling (Clitocybe fragrans)
- Dofttråding (Inocybe bongardii)
- Doftvaxskivling (Hygrophorus agathosmus)
- Droppfläckig trattskivling (Lepista gilva)
- Droppklibbskivling (Limacella guttata)
- Droppmusseron (Tricholoma pessundatum)
- Droppskivling (Chamaemyces fracidus)
- Druvfingersvamp (Ramaria botrytis)
- Dunbläcksvamp (Coprinus lagopus)
- Dunmussling (Crepidotus versutus)
- Dvärggullhorn (Calocera furcata)
- Dynstinksvamp (Phallus hadriani)
- Dystersopp (Porphyrellus porphyrosporus)

### E
- Ekkremla (Russula pseudointegra)
- Ekkrös (Exidia truncata)
- Eklackticka (Ganoderma resinaceum)
- Ekmusseron (Tricholoma lascivum)
- Ekriska (Lactarius quietus)
- Eksillkremla (Russula graveolens)
- Eksopp (Leccinum aurantiacum)
- Ekticka (Phellinus robustus)
- Eldticka (Phellinus igniarius)
- Eldsopp (Boletus luridus)
- Eldspindling (Cortinarius limonius)
- Elfenbenssopp (Suillus placidus)
- Elfenbensvaxskivling (Hygrophorus eburneus)
- Enkel lavklubba (Multiclavula vernalis)
- Epålettsvamp (Panellus stipicus)
- Etterkremla (Russula urens)
- Ettervitriska (Lactarius bertillonii)

### F
- Fagerkremla (Russula lepida)
- Falsk kantarell (Hygrophoropsis aurantiaca)
- Falsk rutsopp (Boletus porosporus)
- Falsk rättikhätta (Mycena pelianthina)
- Falsk tryffel (Diehliomyces micrósporus)
- Finluden stensopp (Boletus reticulatus)
- Fjällig bläcksvamp (Coprinus comatus)
- Fjällig jordtunga (Geoglossum fallax)
- Fjällig taggsvamp (Sarcodon imbricatus)
- Fjällig tofsskivling (Pholiota squarrosa)
- Fjällmusseron (Tricholoma imbricatum)
- Fjällriska (Lactarius spinosulus)
- Fjällsopp (Strobilomyces strobilaceus)
- Fjällticka (Polyporus squamosus)
- Flockflugsvamp (Amanita strobiliformis)
- Flåhätta (Mycena epipterygia)
- Fläckig bitterskivling (Gymnopilus sapineus)
- Fläckkantarell (Cantharellula umbonata)
- Fläckkremla (Russula maculata)
- Fläckmusseron (Tricholoma fulvum)
- Fläcknagelskivling (Collybia maculata)
- Fläcksopp (Leccinum variicolor)
- Fnasig fjällskivling (Macrolepiota excoriata)
- Fnöskticka (Fomes fomentarius)
- Fransad jordstjärna (Geastrum fimbriatum)
- Frostvaxskivling (Hygrophorus hypothejus)
- Fyrflikig jordstjärna (Geastrum quadrifidum)
- Fårticka (Albatrellus ovinus)
- Föränderlig tofsskivling (Kuehneromyces mutabilis)

### G
- Gaffelkremla (Russula heterophylla)
- Gallkremla (Russula fellea
- Gallmusseron (Tricholoma virgatum)
- Gallsopp (Tylopilus felleus)
- Gammelgranskål (Pseudographis pinicola)
- Gelétaggsvamp (Pseudohýdnum gelatinósum)
- Gelétratting (Tremiscus hellvelloides)
- Giftchampinjon (Agaricus xanthoderma)
- Gifthätting (Galerina marginata)
- Giftkremla (Russula emetica)
- Gifttrattskivling (Clitocybe dealbata)
- Glansbroskskivling (Marasmius cohaerens)
- Glansspindling (Cortinarius renidens)
- Glitterbläcksvamp (Coprinus micaceus)
- Goliatmusseron (Tricholoma nauseosum)
- Granatfjällskivling (Melanophyllum echinatum)
- Granblodriska (Lactarius deterrimus)
- Granfingersvamp (Ramaria eumorpha)
- Grangråticka (Boletopsis leucomelaena)
- Grankotteskivling (Strobilurus esculentus)
- Granriska (Lactarius zonarioides)
- Grantaggsvamp (Bankera violascens)
- Granticka (Phellinus chrysoloma)
- Grenbroskskivling (Marasmiellus ramealis)
- Grenticka (Polyporus umbellatus)
- Gropticka (Oligoporus guttulatus)
- Grovticka (Phaeolus schweinitzii)
- Grynig vaxskivling (Hygrophorus pustulatus)
- Grynsopp (Suillus granulatus)
- Grå bläcksvamp (Coprinus atramentarius)
- Grå brokskivling (Panaeolus sphinctricus)
- Grå fingersvamp (Clavulina cinerea)
- Grå kamskivling (Amanita vaginata)
- Grå kantarell (Cantharellus cinereus)
- Grå lärksopp (Suillus viscidus)
- Grå trattskivling (Clitocybe metachroa)
- Grå vaxskivling (Hygrocybe unguinosa)
- Gråbrun sammetsmusseron (Dermoloma cuneifolium)
- Gråfotad flugsvamp (Amanita spissa)
- Grågrön fjällskivling (Lepiota griseovirens)
- Gråkremling (Asterophora parasitica)
- Gråmusseron (Tricholoma myomyces)
- Gråriska (Lactarius vietus)
- Gråticka (Boletopsis grisea)
- Gråvit mjölskivling (Clitopilus prunulus)
- Gräddporing (Skeletocutis lenis)
- Gräddticka (Perenniporia subacida)
- Gränsticka (Phellinus nigrolimitatus)
- Grön jordtunga (Microglossum viride)
- Grön rödhätting (Entoloma versatile)
- Grön trattskivling (Clitocybe odora)
- Grönkremla (Russula aeruginea)
- Grönköttig spindling (Cortinarius malicorius)
- Grönmussling (Panellus serotinus)
- Grönpucklig tråding (Inocybe corydalina)
- Grönriska (Lactarius blennius)
- Grönskål (Chlorociboria aeruginascens)
- Gul fingersvamp (Ramaria flava)
- Gul flamskivling (Pholiota alnicola)
- Gul kragskivling (Stropharia semiglobata)
- Gul rotskål (Sowerbyella imperialis)
- Gul spindelskivling (Cortinarius delibutus)
- Gul vaxskivling (Hygrocybe chlorophana)
- Gulbrun hartryffel (Rhizopogon luteolus)
- Guldeggad hätta (Mycena aurantiomarginata)
- Gulfotshätta (Mycena renati)
- Guldkremla (Russula aurea)
- Guldtofsskivling (Phaelepiota aurea)
- Gulflockig fjällskivling (Lepiota ventriosospora)
- Gulkremla (Russula claroflava)
- Gulköttig grynskivling (Cystoderma jasonis)
- Gullgröppa (Pseudomerulius aureus)
- Gullhorn (Calocera viscosa)
- Gullkrös (Tremella mesenterica)
- Gullmurkling (Neolecta vitellina)
- Gulmjölkig ekriska (Lactarius chrysorrheus)
- Gulmjölkig storskål (Peziza succosa)
- Gulmjölkig sötriska (Lactarius tabidus)
- Gulnande spindelskivling (Cortinarius rubicundulus)
- Gulprickig vaxskivling (Hygrophorus chrysodon)
- Gulriska (Lactarius repraesentaneus)
- Gulskivig brokkremla (Russula grisea)
- Gulskivig kanelspindling (Cortinarius croceus)
- Gult porskinn (Lindtneria trachyspora)
- Gyllensopp (Pulveroboletus gentilis)
- Gyttrad röksvamp (Lycoperdon pyriforme)
- Gyttrad taggsvamp (Creolophus cirrhatus)

### H
- Hartryffel
- Haröra
- Hasselriska
- Hasselsopp
- Hattmurkla
- Hedspindelskivling
- Hjorthornssvamp
- Hjortsvamp
- Hjulbroskskivling
- Honungsskivling
- Horngrå nagelskivling
- Hovsvamp
- Hålsopp
- Häggdoftande trattskivling
- Hängeskål
- Hättmurkla
- Hönsbenssvamp
- Höstmusseron

### I
- Igelkottröksvamp
- Irismusseron

### J
- Jodoformkremla
- Jordmusseron
- Judasöra
- Jättekamskivling
- Jättemusseron
- Jättespindelskivling
- Jätteticka
- Jättetrattskivling

### K
- Kakaofränskivling
- Kameleontskål
- Kamferriska
- Kamfingersvamp
- Kamjordstjärna
- Kamskivling
- Kandelabersvamp
- Kanelbroskskivling
- Kanelspindelskivling
- Kantarell
- Kantarellmussling
- Kantkremla
- Kantmusseron
- Kantspindelskivling
- Kantöra
- Karljohan
- Kastanjefjällskivling
- Kastanjemusseron
- Kastanjesopp
- Kastanjesprödskivling
- Kejsarskivling
- Klibbmussling
- Klibbticka
- Klubblik trumpetsvamp
- Klubbspindelskivling
- Klubbtrattskivling
- Klyvblad
- Knölfotad snöbollschampinjon
- Kokosriska
- Kolflamskivling
- Kopparspindelskivling
- Korallfingersvamp
- Koralltaggsvamp
- Korallticka
- Korkticka
- Kornig spindelskivling
- Kosopp
- Kosvamp
- Kotteskål
- Kragjordstjärna
- Kremla
- Kremlevaxskivling
- Kronskål
- Krusbärskremla
- Krusig blomkålssvamp
- Kryddspindelskivling
- Kuddticka
- Kungschampinjon
- Kvistskål
- Kärrsopp

### L
- Labyrintgröppa
- Lackkremla
- Lakritsriska
- Laxskivling
- Liksvamp
- Lila spindelskivling
- Lilakremla
- Lilariska
- Lilatrådriska
- Limsvamp
- Liten klubbsvamp
- Liten mönjeskål
- Liten äggsvamp
- Luddnagelskivling
- Luddticka
- Luden skålmurkla
- Luden vitriska
- Luktmusseron
- Luktticka
- Lukttofsskivling
- Lundbläcksvamp
- Lundells kremla
- Lundspindelskivling
- Lusriska
- Lutvaxskivling
- Långfotad röksvamp
- Läcker riska
- Läderboll
- Läderkremla
- Läderskål
- Lärkriska
- Lärksopp
- Lökbroskskivling
- Lökfotad ringskivling
- Lömsk biskopsmössa
- Lömsk fingersvamp
- Lömsk flugsvamp
- Lömsk rörsopp

### M
- Mandelkremla
- Mandelriska
- Marsipankremla
- Mattsvamp
- Medelstor äggsvamp
- Mild gulkremla
- Mjöldryga
- Mjölkhätta
- Mjölskivling
- Mjöltrattskivling
- Mortelstötsvamp
- Mosshätting
- Myrnavling
- Myrspindelskivling
- Mångkransad spindelskivling
- Mönjeskål
- Mönjesopp
- Mönjevaxskivling
- Mörkeggad stinkkremla
- Mörkfjällig vaxskivling
- Mörk doftriska
- Mörk kokosriska
- Mörk nagelskivling
- Mörk spärrfjällskivling
- Mörk trattskivling
- Mörk tuvskivling
- Mörkfotad bitterskivling
- Mörkmusseron
- Mörknande vaxskivling
- Mörknavlad dofttrattskivling
- Mörkringad flugsvamp
- Mörkviolett spindelskivling
- Mössmurkling

### N
- Nejlikbroskskivling
- Nässelkremla

### O
- Ockragul fingersvamp
- Ockragul grynskivling
- Ockraspindelskivling
- Olivkremla
- Olivvaxskivling
- Ollonskål
- Orange kamskivling
- Orangegul taggsvamp
- Orangeskål
- Ostronmussling
- Ostronskivling
- Oxtungsvamp

### P
- Panterflugsvamp
- Pantermusseron
- Papegojvaxskivling
- Parasitslidskivling
- Parasitsopp
- Pelargonspindelskivling
- Pepparkremla
- Pepparriska
- Pepparsopp
- Pipklubbsvamp
- Plattmurkla
- Pluggskivling
- Pluggtrattskivling
- Poppeltofsskivling
- Porslinsskivling
- Prickmusseron
- Pudrad trattskivling
- Pärontrådskivling

### R
- Rabarbersvamp
- Raggskinn
- Riddarmusseron
- Rimskivling
- Ringbroskskivling
- Rodnande fjällskivling
- Rodnande flugsvamp
- Rodnande hartryffel
- Rodnande svartkremla
- Romells kremla
- Rosa rättikhätta
- Rosamjölkig rökriska
- Rosenhätta
- Rosenslemskivling
- Rosensopp
- Rostbrun grynskivling
- Rostnavling
- Rostöra
- Rotnagelskivling
- Rotsopp
- Rotticka
- Rottryffel
- Rund toppmurkla
- Rutbläcksvamp
- Rutsopp
- Rynkad fingersvamp
- Rynkig vitriska
- Rynkriska
- Rättikhätta
- Rävriska
- Röd sammetssopp
- Rödbrun jordstjärna
- Rödbrun mjölskivling
- Rödbrun stensopp
- Rödbrun trattskivling
- Röd ekkremla
- Röd flamskivling
- Röd flugsvamp
- Röd sammetssopp
- Rödfotad läderkremla
- Rödgul grynskivling
- Rödgul taggsvamp
- Rödgul trumpetsvamp
- Rödmussling
- Rödskivlig kanelspindelskivling
- Rökriska
- Rökslöjskivling
- Röksvamp

### S
- Sammetsfotad pluggskivling
- Sammetsfotad sköldskivling
- Sammetssopp
- Sandsopp
- Senapsfränskivling
- Sidenticka
- Sidentrådskivling
- Sienakremla
- Silkesmusseron
- Sillkremla
- Sippskål
- Skarp gulkremla
- Skinnticka
- Skogschampinjon
- Skogsriska
- Skogsrödhätting
- Skruvnagelskivling
- Skålmurkla
- Skålröksvamp
- Skäggmusseron
- Skäggriska
- Sköldskivling
- Skönfotad sopp
- Skörkremla
- Slemmig flamskivling
- Slemmig tofsskivling
- Slemmurkling
- Slemskivling
- Slemsopp
- Slemspindelskivling
- Slidskivling
- Slingerticka
- Slåtterbrokskivling
- Slät vitriska
- Slätfotad sopp
- Slöjröksvamp
- Slöjskivling
- Smal hattmurkla
- Smal svampklubba
- Småriska
- Smörsopp
- Snurrkrös
- Snöbollschampinjon
- Sommarkarljohan
- Sommarsopp
- Sommartrattskivling
- Sotriska
- Sotvaxskivling
- Spenslig fjällskivling
- Spädkremla
- Spärrfjällskivling
- Stenmurkla
- Stensopp
- Stinkkremla
- Stinkrödskivling
- Stinkspindelskivling
- Stinksvamp
- Stjälkröksvamp
- Stjärnsporig trådskivling
- Stoftkremling
- Stolt fjällskivling
- Stor klubbsvamp
- Stor kragskivling
- Stor lökbroskskivling
- Stor stinkbroskskivling
- Storkremla
- Stort haröra
- Streckmusseron
- Strecknagelskivling
- Strimmig brödkorgssvamp
- Strimmig lökspindelskivling
- Strimmig trattskivling
- Strumpticka
- Strävsopp
- Stubb-bläcksvamp
- Stubbhorn
- Stybbskål
- Styvskinn
- Svartblånande sopp
- Svart skålmurkla
- Svart trumpetsvamp
- Svartblå rödskivling
- Svarteggad sköldskivling
- Svartfjällig prickmusseron
- Svartgrön musseron
- Svartnande vaxskivling
- Svartriska
- Svartöra
- Svavelgul slöjskivling
- Svavelmusseron
- Svavelriska
- Svavelticka
- Svaveltofsskivling
- Svedkremla
- Syrlig fjällskivling
- Såpmusseron

### T
- Tagelbroskskivling
- Tallblodriska
- Tallkotteskivling
- Tallriska
- Tegelkremla
- Tegelröd björksopp
- Tegelröd slöjskivling
- Tegelröd trådskivling
- Tegelticka
- Tjockhorn
- Toppig giftspindelskivling
- Toppmurkla
- Toppslätskivling
- Topptrådskivling
- Tovig spindelskivling
- Transkräling
- Trappspindelsskivling
- Trattkantarell
- Trattkremla
- Trattnavling
- Tratt-ticka
- Trollsmör
- Trådklubbsvamp
- Tuvnagelskivling
- Tvåfärgad laxskivling
- Tårfränskivling
- Tårkremla
- Tårslöjskivling
- Tårsprödskivling
- Tätskivig svedkremla

### U
- Ullspindelskivling
- Umbraröksvamp
- Umbraspindelskivling
- Undulatvaxskivling

### V
- Vargmjölk
- Vattenblå spindelskivling
- Vattrad vaxskivling
- Vaxnavling
- Veckad kragskivling
- Vecknavelskivling
- Vedmussling
- Vedplätt
- Videriska
- Vindlad klockmurkla
- Vinkremla
- Vinriska
- Vintermussling
- Vinternagelskivling
- Vinterticka
- Vintertrattskivling
- Violettfotad puderskivling
- Violettfotad slemspindelskivling
- Violett geléskål
- Violettköttig stinkspindelskivling
- Violettröd spindelskivling
- Violmusseron
- Violriska
- Violspindelskivling
- Violticka
- Vit flugsvamp
- Vit hattmurkla
- Vit kamskivling
- Vit kungschampinjon
- Vit parkchampinjon
- Vit slidskivling
- Vit slöjskivling
- Vit sprödskivling
- Vit såpmusseron
- Vit tofsskivling
- Vit tuvskivling
- Vit vaxskivling
- Vitbrun vaxskivling
- Vitgul flugsvamp
- Vitköttig giftchampinjon
- Vitmussling
- Vitsporig mellankremla
- Vittryffel
- Vitviolett spindelskivling
- Vriden klubbfingersvamp
- Vårmusseron
- Vårnagelskivling
- Vårtfjällskivling
- Vårticka
- Vårtig röksvamp
- Vårtkrös
- Vårtofsskivling
- Liten vårtrattskivling
- Stor vårtrattskivling
- Vårtöra
- Väderspåstjärna
- Välluktande taggsvamp
- Välluktande vaxskivling
- Vägchampinjon

### Z
- Zonkamskivling
- Zonticka

### Ä
- Äggkremla
- Äggsopp

,((äggsvamp))
- Äkta elfenbensvaxskivling
- Äkta tryffel
- Ängschampinjon
- Ängsmusseron
- Ängsröksvamp
- Ängsvaxskivling
- Ärggrön kragskivling
- Ättiksopp

### Ö
- Ögonskål
- Örmurkla
- Öronmussling
- Örskål
- Örsopp
- Örtaggsvamp